# Lunar Orbiter 5
A Lunar Orbiter 5, a última sonda da série Lunar Orbiter, foi projetado para tirar fotografia adicional local de pouso da Apollo e Surveyor e tirar fotos ampla para pesquisa do outro lado da lua. Ele também foi equipado para coletar intensidade de radiação e dados de impactos de micrometeoritos e foi utilizado para avaliar as estações de rastreamento Manned Space Flight Network e Apollo Orbit Determination Program.

## Lançamento
A sonda foi lançada com sucesso ao espaço no dia 1 de agosto de 1967, às 22:32:00 UTC, por meio de veículo Atlas-Agena D a partir da Estação da Força Aérea de Cabo Canaveral. A mesma foi colocada em uma trajetória cislunar e no dia 5 de agosto de 1967 foi injetada próximo a uma órbita lunar elíptica polar de 194,5 por 6.023 quilômetros (120,9 km × 3,742.5 mi) com uma inclinação de 85 graus e um período de 8 horas e 30 minutos. Em 7 de agosto, o periastro foi reduzido para 100 quilômetros (62 milhas), e em 9 de agosto a órbita foi reduzida para um  período de 3 horas 11 minutos.